# ありんことひまわり
『ありんことひまわり』は、2003年6月7月にNHKの音楽番組『みんなのうた』で放送された、Yoko(長山洋子)の曲である。作詞者は吉岡治。作曲者は市川昭介。

## 曲の内容
ありんこのアララはよく働いている頑張り屋。一方、ありんこのダララは なまけもので夜までお昼寝をするくらいである。そんなある日ダダラはひまわりむすめに恋をして、昼寝を忘れながら必死に告白をしていた。そのあとアララはダララを追いかけたが、アララもひまわりむすめに恋をしてしまう。やがて北風が吹いてきて、ひまわりむすめは枯れ果てて、アララとダララは風邪をひいて穴に帰ると言う、悲しい終わり方で曲が終わる。
本楽曲で長山洋子の『みんなのうた』での出演は、1997年放送の『あの頃のなみだは』に次いで今回が2回目である。